# Axel Wallenberg (skulptör)
Axel Gereon Wallenberg, född 22 maj 1898 i Nässjö, död 14 januari 1996 i Danderyd, var en svensk skulptör, medaljkonstnär och tecknare.

## Utbildning och levnad
Axel Wallenbergs föräldrar var dekorationsmålaren Bernhard Wallenberg och hans hustru Mathilda Ströberg. Familjen flyttade ett par år efter Axels födelse först till Katrineholm, och sedan till Södertälje. Han började utbilda sig i bokföring vid Borgarskolan i Stockholm, men övergick till konststudier först med kvällskurser på Tekniska skolan och senare på Althins målarskola samt Edward Berggrens och Gottfrid Larssons Konstskola samtidigt som han livnärde sig som kontorist. Vid den senare skolan studerade han huvudsakligen skulptur för Gottfrid Larsson.
Han fortsatte därefter sina skulpturstudier för Carl Milles vid Kungliga konsthögskolan 1922–1927. Under sitt sista studieår belönades han med den hertigliga medaljen. Därefter följde studieresor till Danmark, Tyskland, Rom och Florens 1928 samt en resa till Paris 1938. Han arbetade i de flesta skulpturmaterialen och medverkade från 1926 i ett flertal tävlingar i utsmyckningsuppdrag. Wallenberg utförde även medaljer och minnespenningar bland annat över den svenska undsättningsexpeditionen till Spetsbergen 1928, Stockholmsutställningen 1930 och riksdagens 500-årsjubileum 1935 samt medaljer för Milles 70-årsdag och Gustav V:s 90-årsdag. För Länsparbankens hus i Stockholm utförde han ett gjutjärnsräcke 1959. Till hans mer kända porträttskulpturer räknas de av Gustaf Svensson, Anders Henriksson samt Ragnar Hoppe och bland de kyrkliga arbeten märks utsmyckningar med reliefer eller friskulpturer till Slättåkra kyrka, Drängsereds kyrka, Snöstorps kyrka, Töre kyrka, Tranemo kyrka, Kallinge kyrka och Sollentuna kyrka.

## Utställningar
Separat ställde han ut i Borås 1946, på Malmö museum 1949 samt i Katrineholm 1954 och tillsammans med Astrid Setterwall-Ångström ställde han ut i Gävle 1951 och Linköping. Han medverkade i utställningen Exponenterna som visades på Liljevalchs konsthall 1935 och från 1932 i flera av Sveriges allmänna konstförenings Stockholmssalonger, Helsingborgs konstförenings vårsalonger på Vikingsbergs konstmuseum, Svenska konstnärernas förenings utställningar på Göteborgs konsthall, Konstakademiens utställning 1953, utställningen Skulptur i natur som visades i Göteborg och Borås 1949, Liljevalchs Stockholmssalonger och Nutida svensk skulptur som visades på Liljevalchs konsthall 1966. Han var representerad i en utställning med medaljkonst som visades i Köpenhamn 1953 och i Stockholm 1956. Carl Milles och Wallenberg blev nära vänner och samarbetade med varandra och delade under flera år ateljé. Efter Milles död 1955 tog Wallenberg över Millesgården som intendent fram till sin pensionering 1983. Wallenberg var medlem av Konstnärsklubben i Stockholm, Nordiska Konstförbundet, Konstnärernas riksorganisation och Svenska konstnärernas förening. Han fick priser i tävlingar till utsmyckningar i Stockholm 1926, Lund 1933, Helsingborg 1938 och 1946, Malmö 1943 och 1946 samt Sölvesborg 1944.
Axel Wallenberg är begravd på Djursholms begravningsplats. Han var från 1930 gift med Britta Winge. Paret fick dottern Birgitta (född 1931).

## Verk i urval
- Kopia av en 1400-tals staty av den heliga Birgitta (1920-talet), målat trä, Svenska kyrkan i Helsingfors, samt i brons i Birgitta-klostret vid Piazza Farnese och framför kyrkan San Lorenzo in Panisperna på Viminalen i Rom
- Birgittaskulptur i brons, Sankta Birgitta kyrka (1969), Nockeby i Bromma
- Arild-fontänen med statyn Lekande ungdom, Sankt Jörgens plats i Helsingborg
- Våren (1948), stengöt, Fryxellska skolan i Västerås
- Alma mater (1948), Rudbeckianska gymnasiet i Västerås
- Gustav II Adolf (1952), Stora Torget i Borås
- Minnesmärke över spetälskesjukhuset (1953), Sankt Jörgens park i Lund
- Ungdom och trohet (1956), brons, Solna
- Johan Printz (1965), brons, Rådhusparken i Jönköping
- Till erinran, stadsbiblioteket i Malmö
- Lina Sandell, Fröderyd i Jönköpings län.
- Hermes och Pan, (1952), brons, Munkplan, Munksjöparken i Jönköping
- Flora, Byggmästarplan i Uppsala
- Händelser kring ett torg (1964), fontän på Vaksala torg i Uppsala
- Mor och barn, Nässjö
- Dansgrupp, Göteborg
- Morgon, Katrineholm
- Folkvisan (1954), brons, Kyrkparken i Gislaved och utanför Smålands nation, Uppsala
- Ballongmannen, vid stadshuset i Nässjö
- Frida[4] (Birger Sjöbergs Frida), Skräckleparken i Vänersborg[5][6].
- Akrobaten, brons, Förskolan Pärlan, Danderyd
- Flicka, som lyssnar till fågeln, Västerås
- Bågarna, Resecentrum i Nässjö
- Lyrträdet (1994), brons i Picassoparken, vid Nissan i Halmstad
- Axel Wallenberg gjorde också ett stort antal medaljer och finns representerad vid bland annat Nationalmuseum[7] och Moderna museet[8] i Stockholm, Malmö museum, Borås konstmuseum, Millesgården, Arkiv för dekorativ konst i Lund, Kungliga myntkabinettet, Statens historiska museum, Rottneros skulpturpark och Middelheim Museum i Antwerpen.

## Fotogalleri

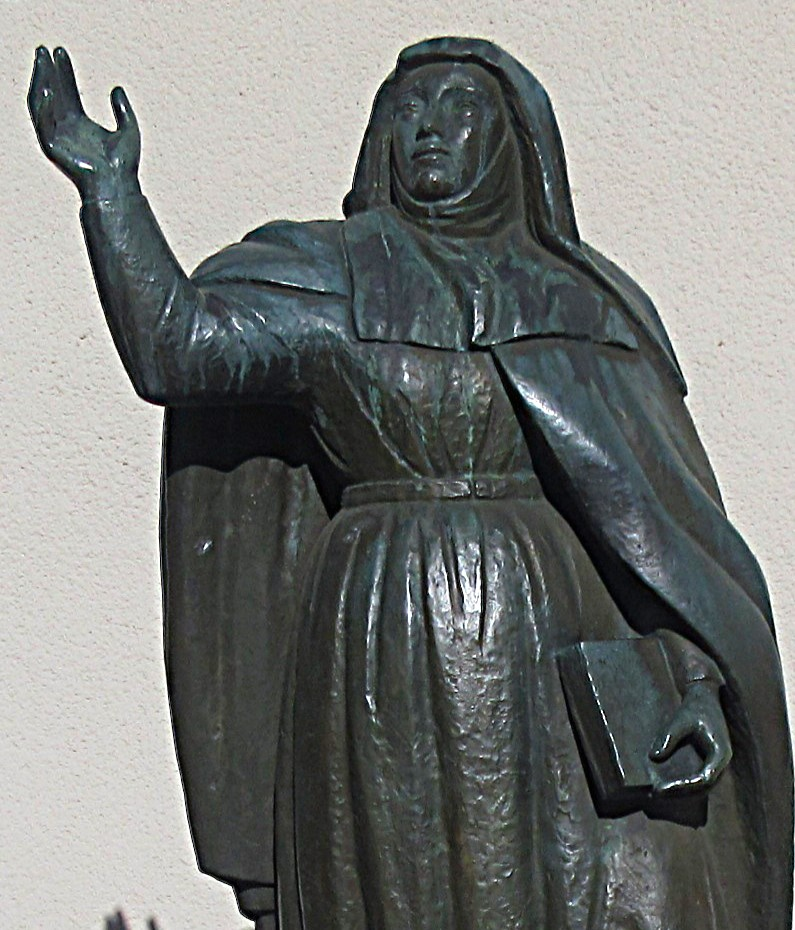
Birgittaskulptur i brons vid huvudingången till Sankta Birgitta kyrka i Nockeby i Bromma.
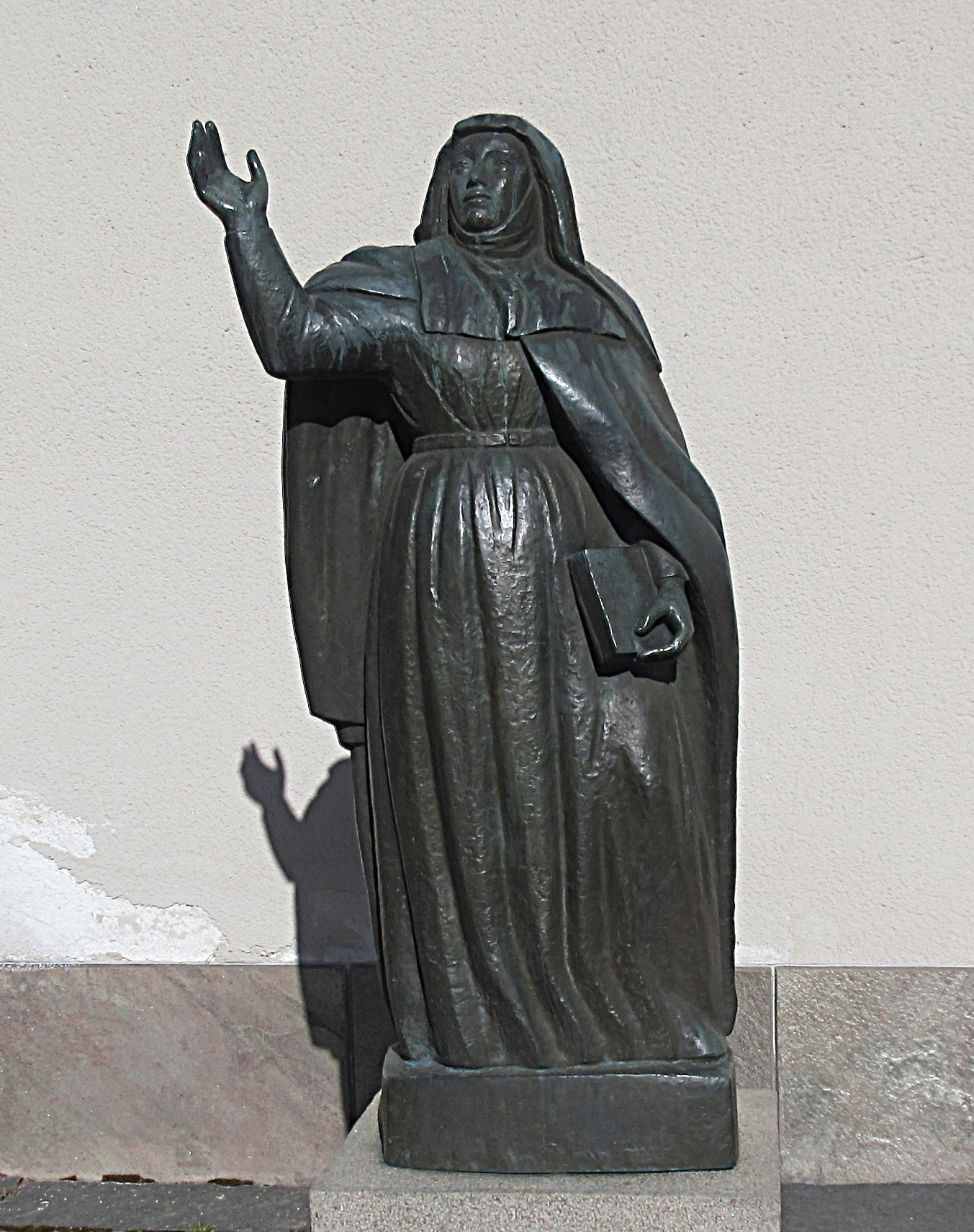
Birgittaskulptur i brons vid huvudingången till Sankta Birgitta kyrka i Nockeby i Bromma.
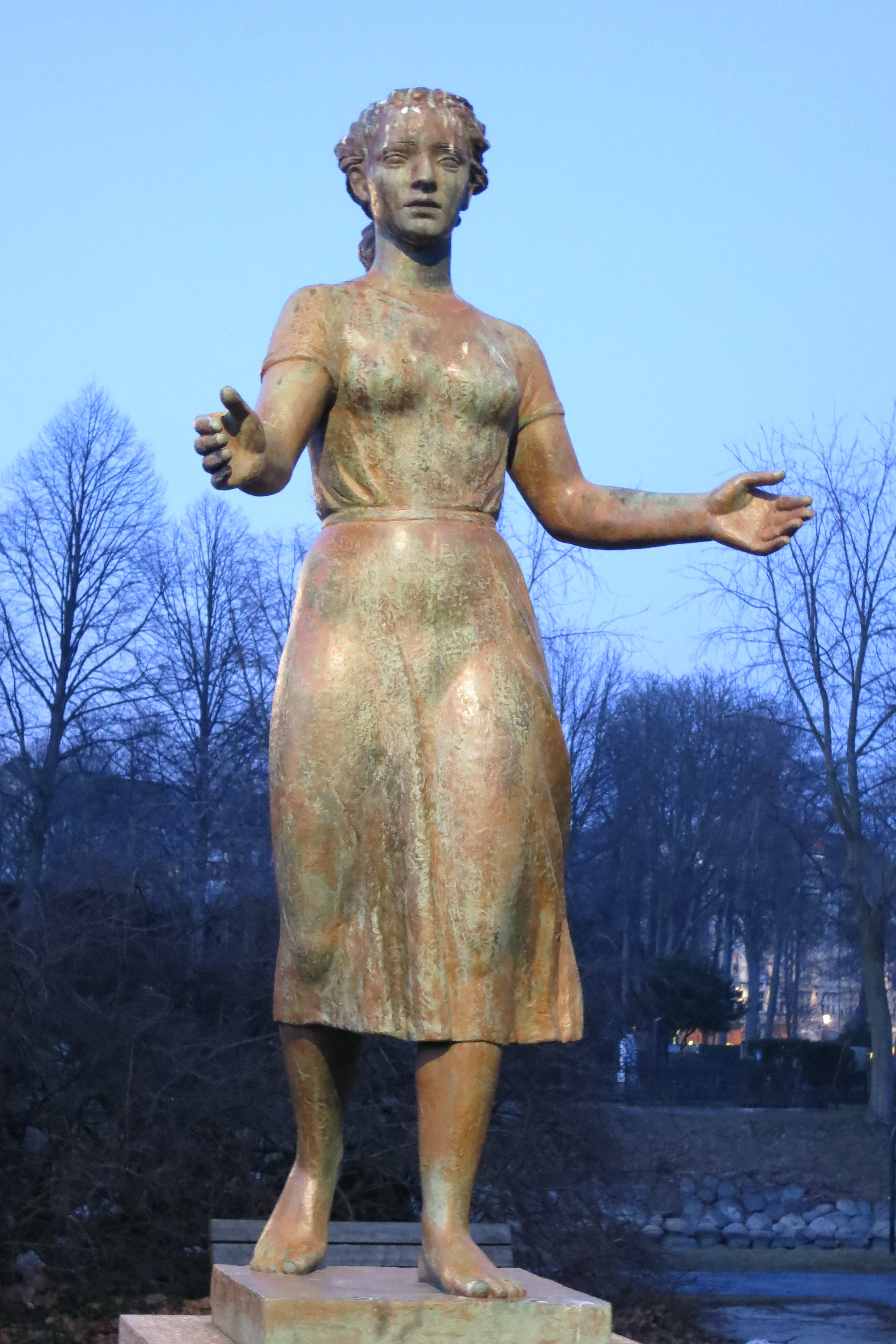
Till Erinran i Malmö.
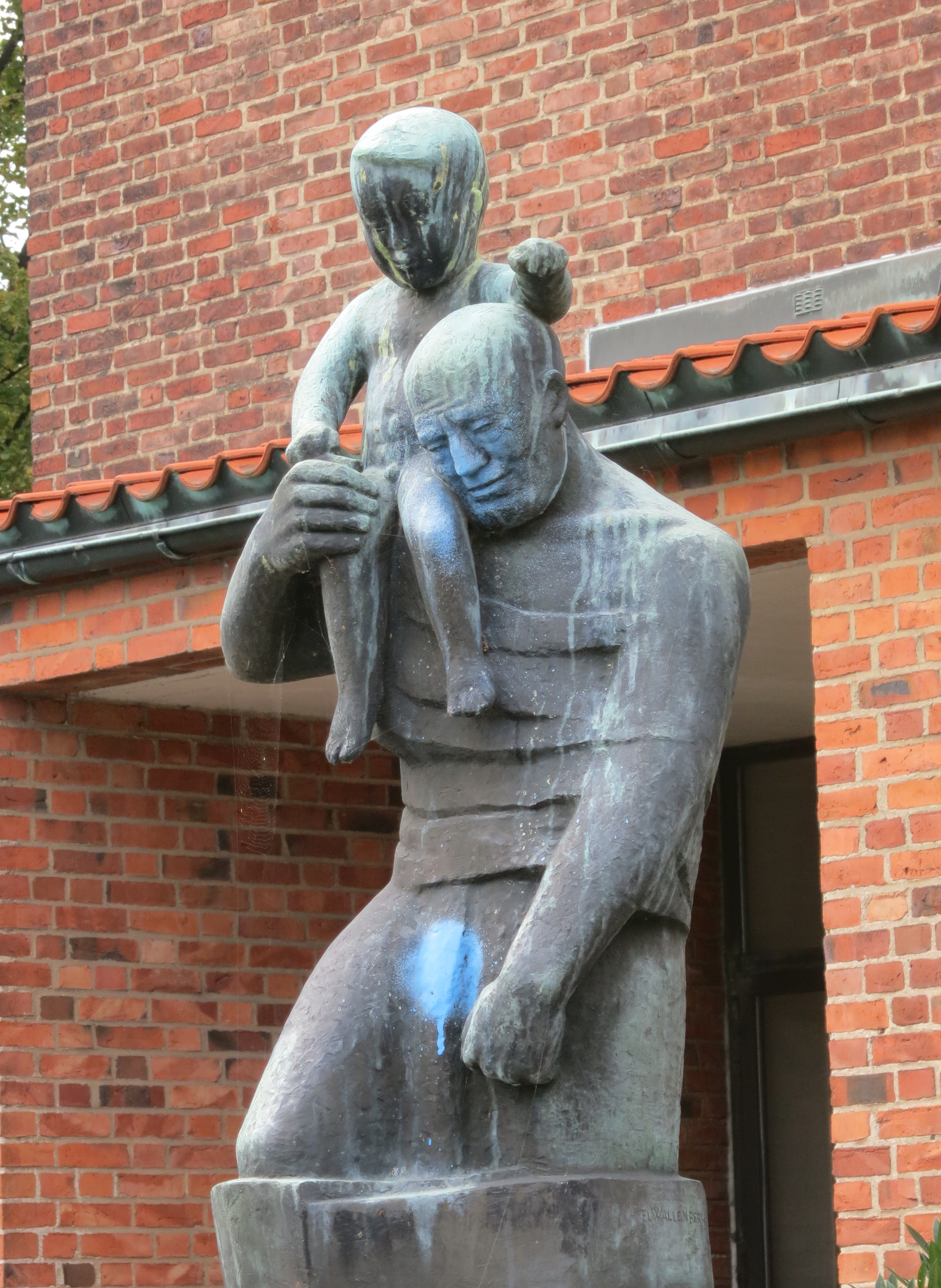
Den helige Kristoffer som bär Jesus i Malmö.
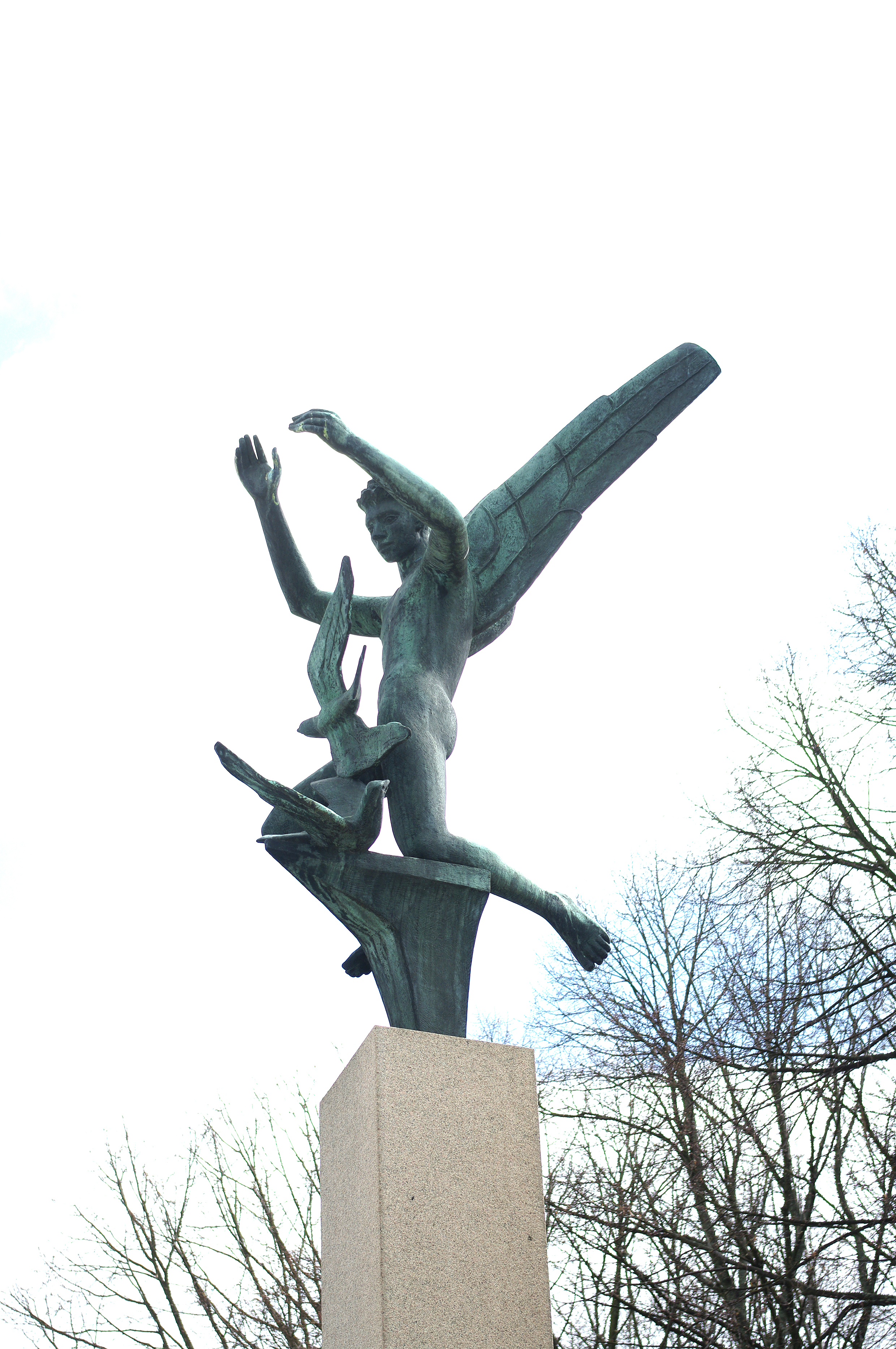
Ängel och fåglar i Malmö.
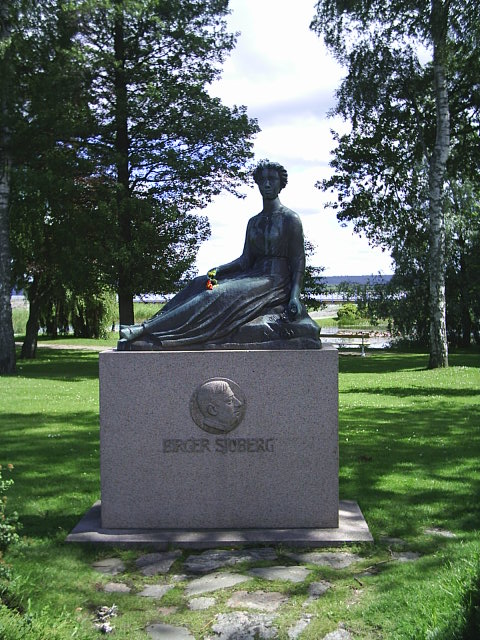
Birger Sjöbergs Frida, Skräckleparken i Vänersborg
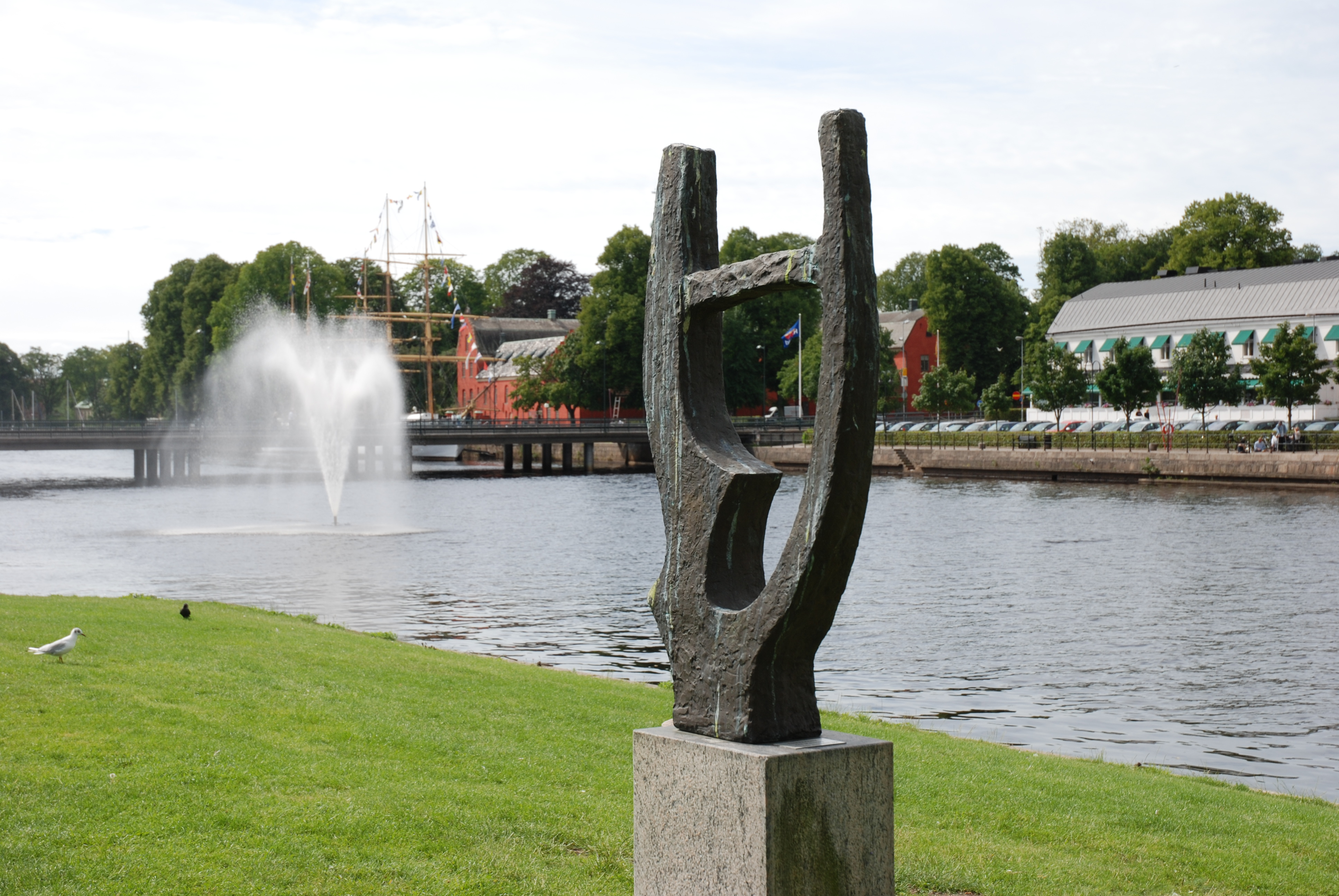
Lyrträdet, vid Nissan i Halmstad
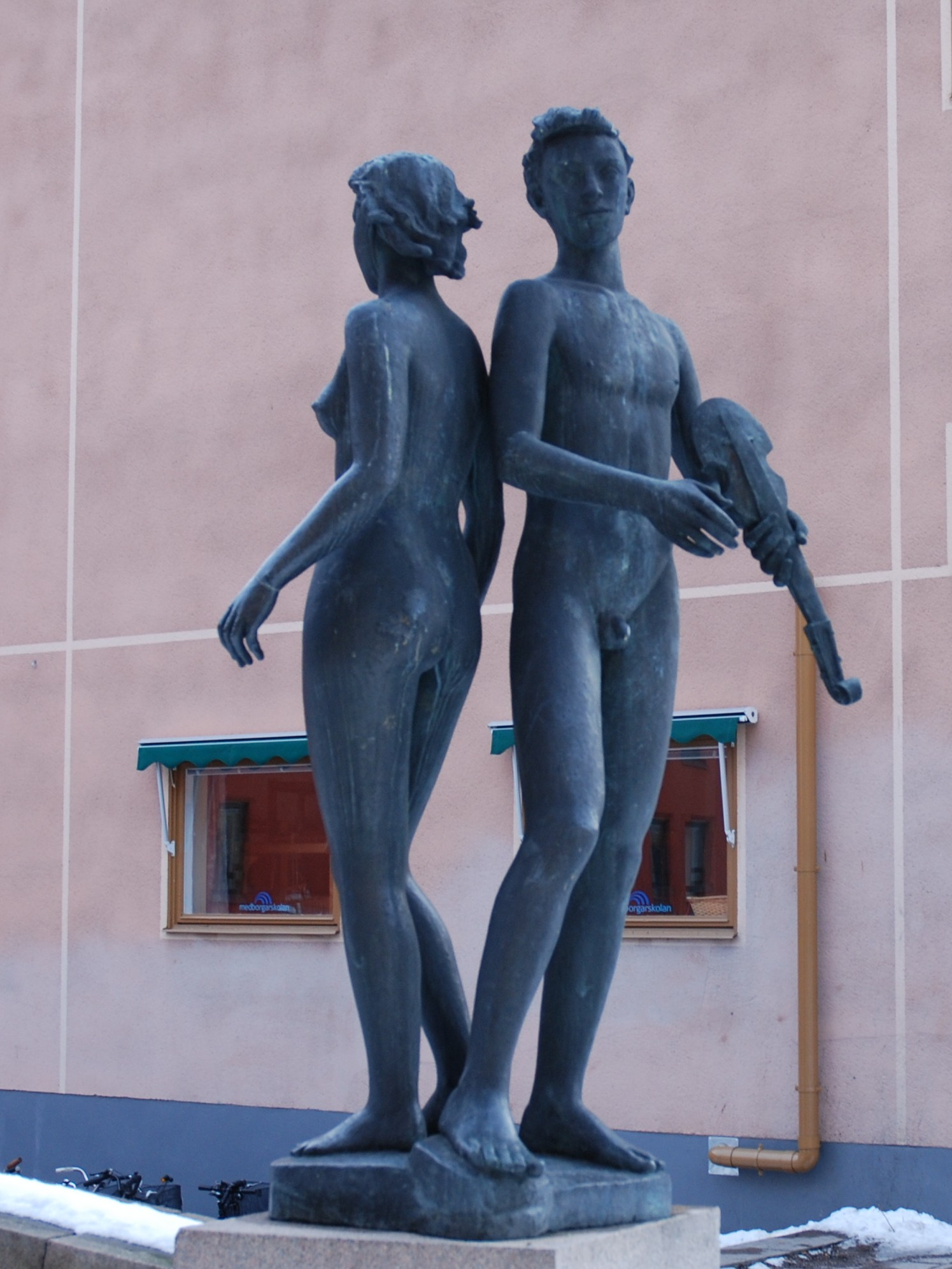
Folkvisan utanför Smålands nation, Uppsala
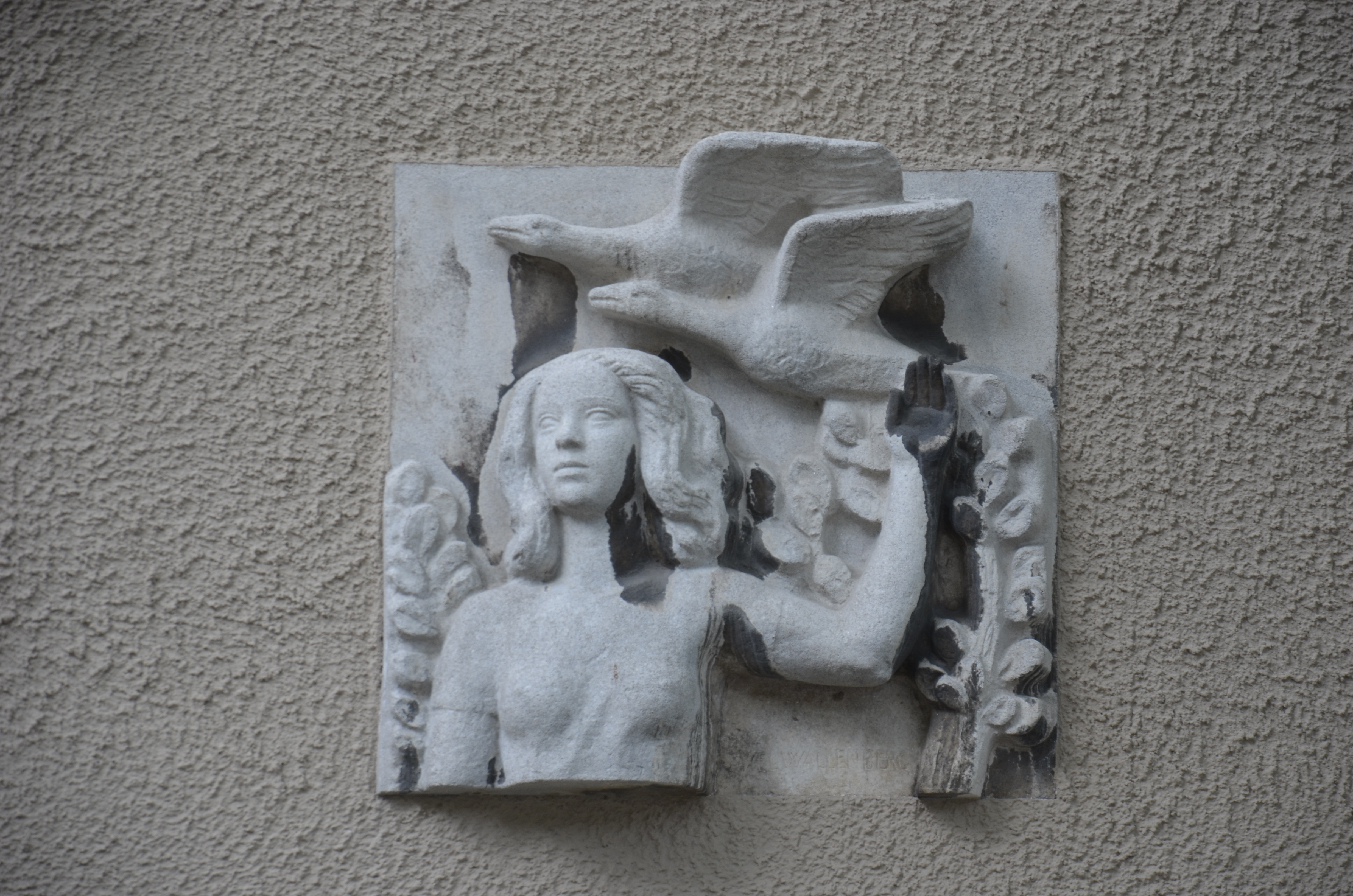
Flicka med träd och svanar i Gröndal i Stockholm
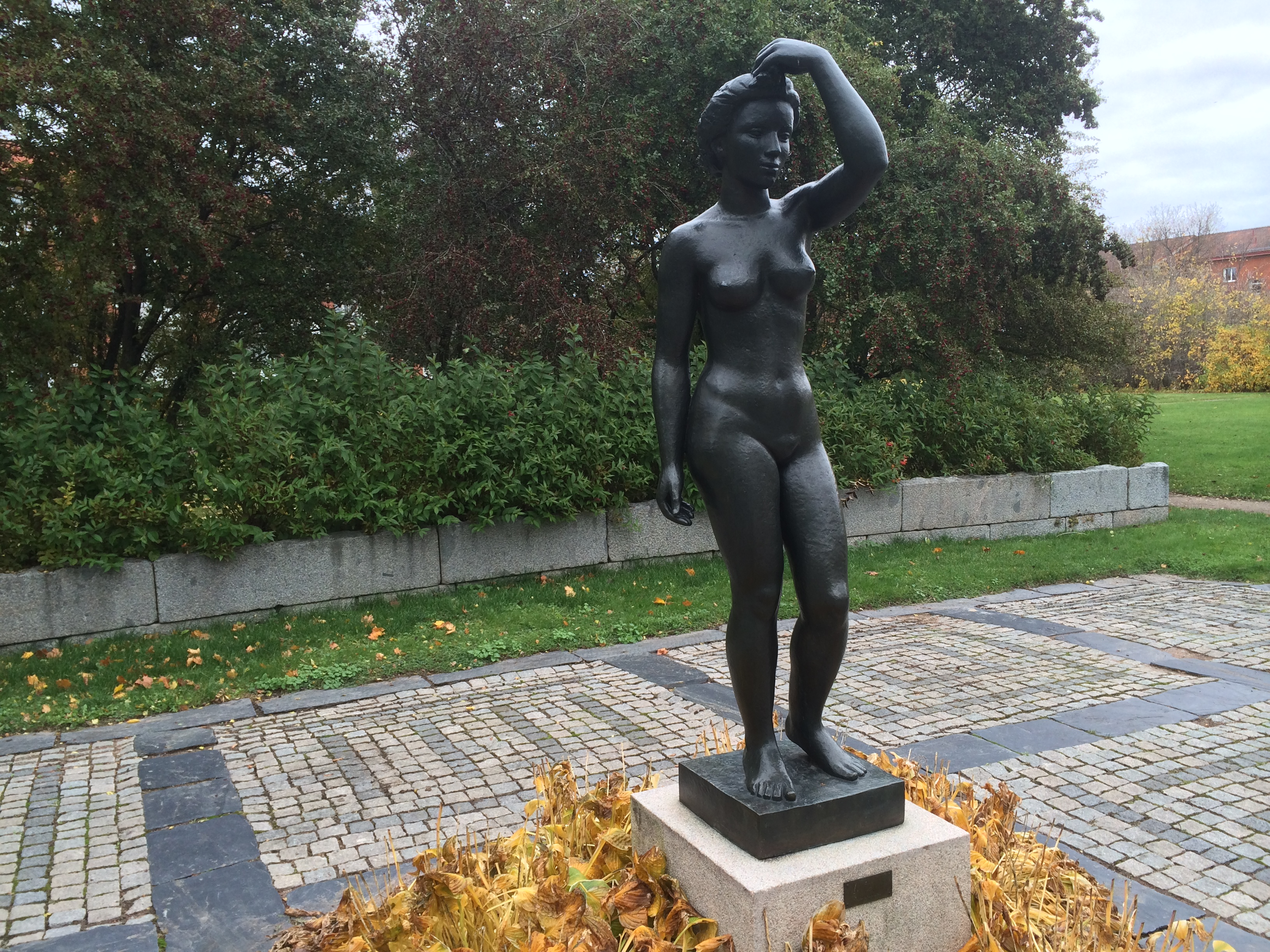
Statyn av Flora i Byggmästarparken i Uppsala
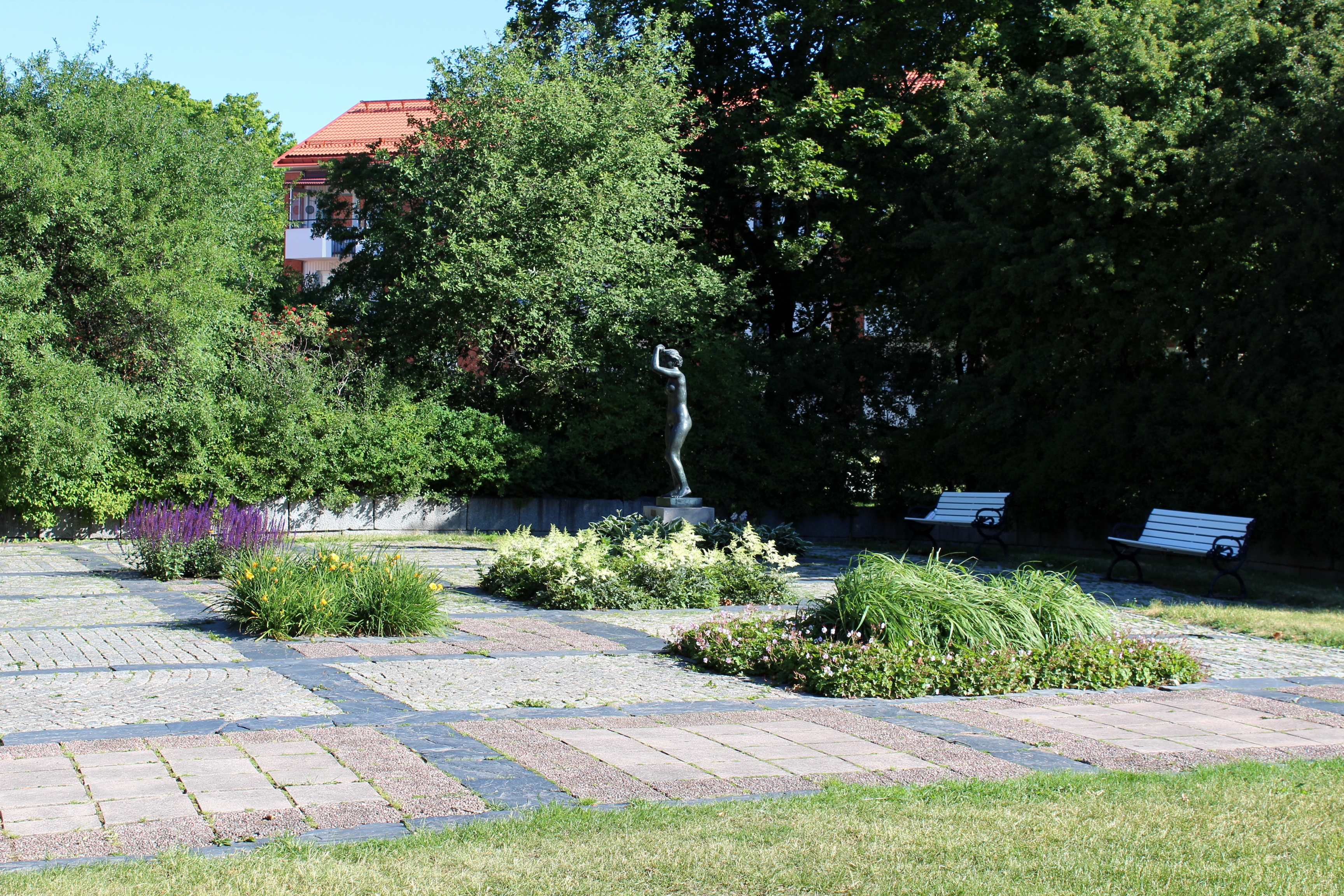
Statyn Flora i Byggmästarparken i Uppsala
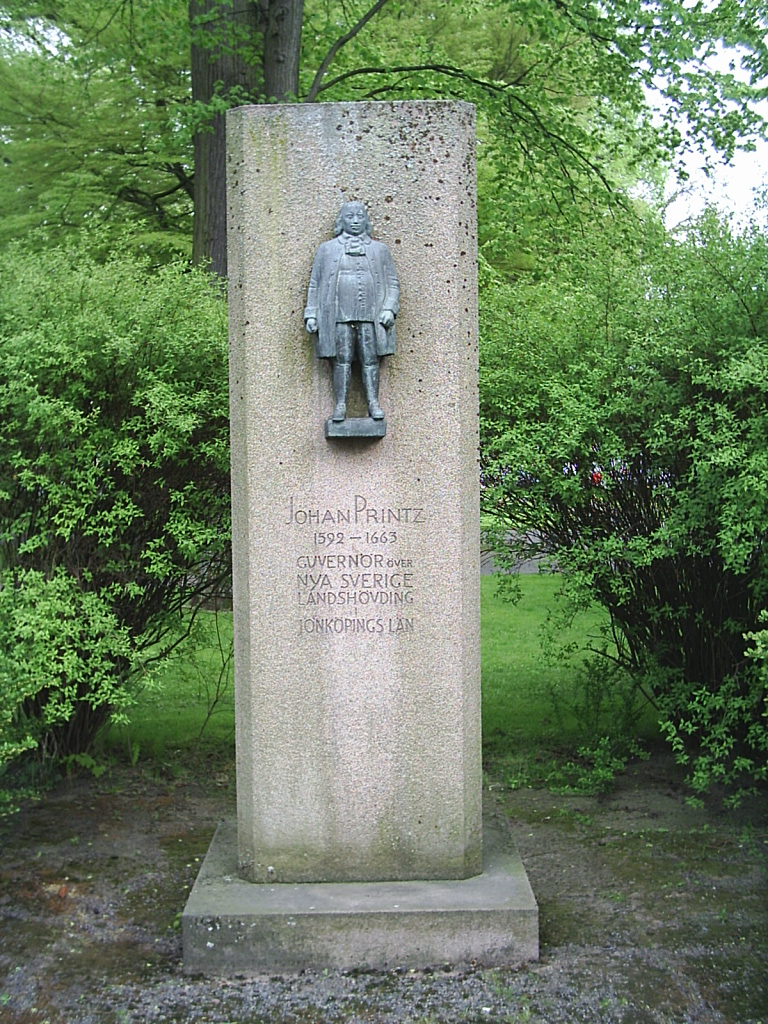
Staty i brons över guvernören Johan Printz i Rådhusparken, Jönköping